# Ciek naturalny
Ciek naturalny – rozumie się przez to rzeki, strugi, strumienie i potoki oraz inne wody płynące w sposób ciągły lub okresowy naturalnymi lub uregulowanymi korytami.